# انجمن سلطنتی تلویزیون
انجمن سلطنتی تلویزیون (انگلیسی: Royal Television Society) یا به اختصار آرتی‌اس (RTS) یک انجمن خیریهٔ آموزشی در بریتانیا است که به گفتگو، بررسی و واکاوی تلویزیون و برنامه‌های آن در تمامی حوزه‌ها و جزئیات آن در گذشته، حال و آینده می‌پردازد و قدیمی‌ترین انجمن تلویزیون در دنیا محسوب می‌شود. در حال حاضر، این انجمن ۱۴ مرکز ملی و ناحیه‌ای در انگلستان و یک مرکز در جمهوری ایرلند دارد.
عنوان «سلطنتی» در سال ۱۹۶۶ به این انجمن اعطا شد و شاهزاده ولز از نوامبر ۱۹۹۷ از حامیان آن بوده‌است. جان آمبروز فلمینگ، شاهزاده ادوارد، دوک کنت، هو ولدون و جرمی ایزاک از رؤسای این انجمن بوده‌اند.
از برنامه‌هایی که در سال‌های اخیر مورد تجزیه‌و تحلیل این انجمن قرار گرفته می‌توان به شرلوک، دکتر هو و هیومنز اشاره کرد.
این انجمن همه ساله، ۶ جایزهٔ ملی به شرح زیر اهدا می‌کند:
- جوایز برنامه‌های تلویزیونی آرتی‌اس[۸]
- جوایز روزنامه‌نگاری تلویزیونی آرتی‌اس[۹]
- جوایز طراحی و پیشه‌وری آرتی‌اس[۱۰]
- جوایز تلویزیونی دانشجویی آرتی‌اس[۱۱]
- جوایز متخصصان جوان فناوری آرتی‌اس (دریافت‌کنندگان این جایزه به‌عنوان رهبران بالقوه آینده فناوری پخش در نطر گرفته می‌شوند).[۱۲]
- جوایز رهنورد آرتی‌اس (جهت قدردانی از کارهای برجستهٔ داوطلبان آرتی‌اس).[۱۳]